# Мёрфи, Трей
Трей Мёрфи III (англ. Trey Murphy III; род. 18 июня 2000, Дарем, Северная Каролина) — американский профессиональный баскетболист, выступающий за клуб Национальной баскетбольной ассоциации «Нью-Орлеан Пеликанс». На студенческом уровне выступал за команды «Райс Оулс» и «Виргиния Кавальерс». Играет на позициях лёгкого и тяжёлого форварда.

## Профессиональная карьера
Мёрфи был выбран 17-м номером на драфте НБА 2021 года командой «Мемфис Гриззлис», но был обменян в «Нью-Орлеан Пеликанс» в результате трёхстороннего обмена. 10 августа 2021 года он подписал контракт новичка с «Пеликанс». 20 октября Мёрфи дебютировал в НБА, набрав шесть очков и две передачи в проигранном со счётом 117–97 матче против команды «Филадельфия Севенти Сиксерс». Мёрфи дебютировал в плей-офф 17 апреля, набрав шесть очков, четыре подбора и две передачи. «Пеликанс» в итоге проиграли серию против «Финикс Санз» в шести играх. В течение своего дебютного сезона Мёрфи несколько раз переводился в фарм-клуб «Бирмингем Сквадрон».
5 февраля 2023 года Мёрфи набрал рекордные для себя 30 очков, а также четыре подбора и две передачи в игре против «Сакраменто Кингз», которая закончилась победой со счётом 136–104. В феврале 2023 года Мёрфи был выбран для участия в конкурсе по броскам сверху на звёздном уикенде НБА в Солт-Лейк-Сити. Он прошёл в финальный раунд, но проиграл Маку Макклангу. 12 марта Мёрфи набрал рекордные в своей карьеры 41 очко в победной со счётом 127–110 игре против «Портленд Трэйл Блэйзерс».
3 октября 2024 года «Пеликанс» объявили, что Мёрфи пропустит начало регулярного сезона из-за растяжения правого подколенного сухожилия, которое он получил во время вечерней тренировки в их тренировочном лагере. 21 октября Мёрфи подписал четырёхлетнее продление контракта на 112 миллионов долларов с «Пеликанс». Он сыграл в 53 играх (51 игра в стартовом составе) за «Нью-Орлеан» в течение сезона 2024/2025, в среднем набирая рекордные в карьере очки (21,2), подборы (5,1) и передачи (3,5). 17 марта 2025 года было объявлено, что Мёрфи пропустит оставшуюся часть сезона из-за разрыва суставной губы и частичного разрыва вращательной манжеты правого плеча.

## Статистика

### Статистика в НБА
| Сезон                                                                                    | Команда    | Регулярный сезон | Регулярный сезон | Регулярный сезон | Регулярный сезон | Регулярный сезон | Регулярный сезон | Регулярный сезон | Регулярный сезон | Регулярный сезон | Регулярный сезон | Регулярный сезон | Серия плей-офф | Серия плей-офф | Серия плей-офф | Серия плей-офф | Серия плей-офф | Серия плей-офф | Серия плей-офф | Серия плей-офф | Серия плей-офф | Серия плей-офф | Серия плей-офф |
| Сезон                                                                                    | Команда    | GP               | GS               | MPG              | FG%              | 3P%              | FT%              | RPG              | APG              | SPG              | BPG              | PPG              | GP             | GS             | MPG            | FG%            | 3P%            | FT%            | RPG            | APG            | SPG            | BPG            | PPG            |
| ---------------------------------------------------------------------------------------- | ---------- | ---------------- | ---------------- | ---------------- | ---------------- | ---------------- | ---------------- | ---------------- | ---------------- | ---------------- | ---------------- | ---------------- | -------------- | -------------- | -------------- | -------------- | -------------- | -------------- | -------------- | -------------- | -------------- | -------------- | -------------- |
| 2021/22                                                                                  | Нью-Орлеан | 62               | 1                | 13,9             | 39,4             | 38,2             | 88,2             | 2,4              | 0,6              | 0,4              | 0,1              | 5,4              | 6              | 0              | 20,0           | 40,9           | 47,4           | 80,0           | 2,5            | 0,5            | 0,5            | 0,2            | 5,2            |
| 2022/23                                                                                  | Нью-Орлеан | 79               | 65               | 31,0             | 48,4             | 40,6             | 90,5             | 3,6              | 1,4              | 1,1              | 0,5              | 14,5             | Не участвовал  | Не участвовал  | Не участвовал  | Не участвовал  | Не участвовал  | Не участвовал  | Не участвовал  | Не участвовал  | Не участвовал  | Не участвовал  | Не участвовал  |
| 2023/24                                                                                  | Нью-Орлеан | 57               | 23               | 29,6             | 44,3             | 38,0             | 81,5             | 4,9              | 2,2              | 0,9              | 0,5              | 14,8             | 4              | 4              | 42,0           | 37,5           | 33,3           | -              | 6,5            | 2,3            | 1,3            | 1,5            | 11,5           |
| 2024/25                                                                                  | Нью-Орлеан | 53               | 51               | 35,0             | 45,4             | 36,1             | 88,7             | 5,1              | 3,5              | 1,1              | 0,7              | 21,2             | Не участвовал  | Не участвовал  | Не участвовал  | Не участвовал  | Не участвовал  | Не участвовал  | Не участвовал  | Не участвовал  | Не участвовал  | Не участвовал  | Не участвовал  |
|                                                                                          | Всего      | 251              | 140              | 27,3             | 45,4             | 38,3             | 87,5             | 3,9              | 1,8              | 0,9              | 0,5              | 13,7             | 10             | 4              | 28,8           | 38,6           | 38,8           | 80,0           | 4,1            | 1,2            | 0,8            | 0,7            | 7,7            |
| Наведите курсор мыши на аббревиатуры в заголовке таблицы, чтобы прочесть их расшифровку. |            |                  |                  |                  |                  |                  |                  |                  |                  |                  |                  |                  |                |                |                |                |                |                |                |                |                |                |                |

### Статистика в Джи-Лиге
| Сезон                                                                                    | Команда            | Регулярный сезон | Регулярный сезон | Регулярный сезон | Регулярный сезон | Регулярный сезон | Регулярный сезон | Регулярный сезон | Регулярный сезон | Регулярный сезон | Регулярный сезон | Регулярный сезон | Серия плей-офф | Серия плей-офф | Серия плей-офф | Серия плей-офф | Серия плей-офф | Серия плей-офф | Серия плей-офф | Серия плей-офф | Серия плей-офф | Серия плей-офф | Серия плей-офф |
| Сезон                                                                                    | Команда            | GP               | GS               | MPG              | FG%              | 3P%              | FT%              | RPG              | APG              | SPG              | BPG              | PPG              | GP             | GS             | MPG            | FG%            | 3P%            | FT%            | RPG            | APG            | SPG            | BPG            | PPG            |
| ---------------------------------------------------------------------------------------- | ------------------ | ---------------- | ---------------- | ---------------- | ---------------- | ---------------- | ---------------- | ---------------- | ---------------- | ---------------- | ---------------- | ---------------- | -------------- | -------------- | -------------- | -------------- | -------------- | -------------- | -------------- | -------------- | -------------- | -------------- | -------------- |
| 2021/22                                                                                  | Бирмингем Сквадрон | 6                | 6                | 36,4             | 44,5             | 29,8             | 94,1             | 7,7              | 3,2              | 1,5              | 0,5              | 23,0             | Не участвовал  | Не участвовал  | Не участвовал  | Не участвовал  | Не участвовал  | Не участвовал  | Не участвовал  | Не участвовал  | Не участвовал  | Не участвовал  | Не участвовал  |
|                                                                                          | Всего              | 6                | 6                | 36,4             | 44,5             | 29,8             | 94,1             | 7,7              | 3,2              | 1,5              | 0,5              | 23,0             | Не участвовал  | Не участвовал  | Не участвовал  | Не участвовал  | Не участвовал  | Не участвовал  | Не участвовал  | Не участвовал  | Не участвовал  | Не участвовал  | Не участвовал  |
| Наведите курсор мыши на аббревиатуры в заголовке таблицы, чтобы прочесть их расшифровку. |                    |                  |                  |                  |                  |                  |                  |                  |                  |                  |                  |                  |                |                |                |                |                |                |                |                |                |                |                |

### Статистика в NCAA
| Сезон | Команда  | Conf     | Class    | GP | GS | MPG  | FG%  | 3P%  | FT%  | RPG | APG | SPG | BPG | PPG  |
| --- | -------- | -------- | -------- | -- | -- | ---- | ---- | ---- | ---- | --- | --- | --- | --- | ---- |
| 2018/19 | Райс     | CUSA     | FR       | 32 | 2  | 20,6 | 44,2 | 42,1 | 72,5 | 2,6 | 0,7 | 0,5 | 0,5 | 8,4  |
| 2019/20 | Райс     | CUSA     | SO       | 29 | 23 | 30,2 | 43,4 | 36,8 | 82,4 | 5,5 | 1,2 | 0,9 | 0,6 | 13,7 |
| 2020/21 | Виргиния | ACC      | JR       | 25 | 20 | 29,6 | 50,3 | 43,3 | 92,7 | 3,4 | 1,2 | 0,8 | 0,4 | 11,3 |
| Всего | Всего    | Всего    | Всего    | 86 | 45 | 26,4 | 45,5 | 40,1 | 81,9 | 3,8 | 1,0 | 0,7 | 0,5 | 11,0 |
| Райс | Райс     | Райс     | Райс     | 61 | 25 | 25,2 | 43,7 | 39,0 | 78,4 | 4,0 | 1,0 | 0,7 | 0,5 | 10,9 |
| Виргиния | Виргиния | Виргиния | Виргиния | 25 | 20 | 29,6 | 50,3 | 43,3 | 92,7 | 3,4 | 1,2 | 0,8 | 0,4 | 11,3 |
| Наведите курсор мыши на аббревиатуры в заголовке таблицы, чтобы прочесть их расшифровку Статистика приведена с сайта sports-reference.com |          |          |          |    |    |      |      |      |      |     |     |     |     |      |